# Never Gonna Be Alone
Singles de Nickelback
I'd Come for You
(2009) Shakin' Hands
(2009)
Never Gonna Be Alone est le vingt-sixième single du groupe Nickelback et le sixième de l'album Dark Horse sorti en 2008.

## Classements
| Classement (2009-2010)          | Meilleure position |
| ------------------------------- | ------------------ |
| Australie (ARIA)                | 64                 |
| Autriche (Ö3 Austria Top 40)    | 73                 |
| Canada (Hot 100)                | 25                 |
| Pays-Bas (Nederlandse Top 40)   | 37                 |
| Japon (Hot 100)                 | 97                 |
| Suisse (Schweizer Hitparade)    | 38                 |
| États-Unis (Hot 100)            | 58                 |
| États-Unis (Adult Contemporary) | 17                 |
| États-Unis (Pop Airplay)        | 28                 |
| États-Unis (Adult Pop Songs)    | 5                  |

## Liste des chansons
| 1.   | Never Gonna Be Alone | 3:47 |
| 3:47 |                      |      |